# Xélucha e altri orrori
Xélucha e altri orrori (Xélucha and others) è una raccolta di racconti dello scrittore britannico MP Shiel, pubblicato dalla Arkham House nel 1975 in un'edizione di 4.283 copie, e annunciato per la prima volta nel catalogo di Arkham del 1948. Contiene i dodici racconti che Shiel considerava i migliori della sua produzione.
Il contesto è un mondo oscuro e inquietante, con storie che vanno dal soprannaturale all'orrore. 
Xélucha, il racconto che apre la raccolta, è ricco di riferimenti classici, mitologici e filosofici, oltre che di rimandi esotici all'Oriente, espressioni in francese e latino, che contribuiscono a creare un senso di disagio che accompagna tutta la lettura. Incontriamo qui il personaggio della donna - affascinante, torbida, misteriosa e spettrale - che ritroveremo in quasi tutti i racconti. 
“La casa dei rumori” - considerato il racconto più pregevole dell'opera - richiama elementi de "La caduta della Casa degli Usher" di Edgar Allan Poe, ma è ben più ricercato nello stile. L'ambientazione potrebbe sembrare fantastica, da quanto è remota: un'isola sub-polare al largo della Norvegia, cui il protagonista arriva con un periglioso viaggio per mare, per raggiungere un sinistro maniero abitato da presenza inquietanti. 
“La promessa sposa”, “La storia di Henry e Rowena” e “La scimmia pallida” sono storie d'amore, più classiche nella struttura, e di lettura più semplice. Cuori spezzati, infatuazioni morbose, dediche appassionate: singolare la presenza di animali selvatici che suscitano orrore danno movimento alle descrizioni. 

## Contenuti
Xélucha e altri orrori contiene:
- "Xélucha" (1896)
- "Il Gran Maestro della Rosa" (1928)
- "L'oscuro destino di un certo Saul" (1933)
- "La Casa dei Rumori" (1911)
- "La vaschetta del pesce rosso" (1934)
- "Il destino funesto di Margaret Higgs" (1895)
- "La promessa sposa" (1905)
- "La storia di Henry e Rowena" (1915)
- "La campana del Santo Sepolcro" (1907)
- "La moglie di Huguenin" (1901)
- "L'uomo-scimmia" (1911)
- "Il caso di Eufemia Raphash" (1895)

## Ricezione
L'opera di Shiel è citata da Howard Phillips Lovecraft nel suo "L'orrore sovrannaturale in letteratura", capitolo IX su "La tradizione fantastica nelle isole britanniche"; di Xélucha scrive trattarsi di un "frammento denso di malsano terrore" e annovera "La casa dei rumori" tra le cose più notevoli del suo genere. 